# Libertad Limpeno
O Club Libertad/Limpeño é a equipe de futebol feminino da parceria entre o Club Libertad e Club Sportivo Limpeño, clube localizado no Paraguai, a união veio em 2018. O Time feminino do Sportivo Limpeño, foi criado em 2005, e disputa a 1a divisão do campeonato paraguaio desde 2009. Foram vice campeãs em 2014, campeãs em 2015 e também em 2016.

## União dos Clubes
A parceria entre as duas equipes, veio em 2018, para a temporada de 2019, quando a Conmebol exigiu que todas as equipes masculinas participantes de competições da Conmebol, como a Libertadores ou a Sulamericana, deveriam ter, ou desenvolverem uma equipe de futebol feminino, somente assim podendo participar das competições. Alguns clubes criaram seus próprios times femininos, enquanto outros, como o Libertad e o Sportivo Limpeño decidiram se juntar e fazer uma parceria.

## Antes da Junção
Antes das equipes se unirem, o Sportivo Limpeño já tinha uma equipe feminina, fundada em 2005, e iniciando sua jornada no Campeonato Paraguaio em 2009. Assim como em outros lugares da América Latina, o Campeonato Paraguaio é disputado em duas partes, o Torneio Apertura e o Torneio Clausura, e o  Sportivo Limpeño bateu na trave em 2014, sendo vice campeão, mas nos anos seguintes, as meninas conseguiram ser campeãs, levando o troféu em 2015 e 2016.
Com a vitória do Campeonato Paraguaio em 2016, as meninas se garantiram pela primeira vez na Libertadores, e naquela edição, seu grupo foi composto por: Colón, UAI Urquiza e Universitario. Com duas vitórias em três jogos, a equipe se classificou para as semi finais, onde enfrentou a equipe do Foz Cataratas, vencendo o confronto por 2x0 a equipe brasileira. Na final, o Sportivo enfrentou as meninas do Estudiantes de Guárico, time da Venezuela, vencendo a final pelo placar de 2x1. Se sagrando campeãs da libertadores em sua primeira aparição.
Em 2017, não conseguiram ser campeãs paraguaias, e na Libertadores, a equipe se viu eliminada na fase de grupos. 

## Depois da Junção
Em abril de 2018, as equipes do Sportivo Limpeño e do Club Libertad decidiram se unir pelo bem maior, o futebol feminino. No primeiro ano da parceria, as meninas conseguiram o vice campeonato paraguaio, e assim se classificando para a Libertadores do ano seguinte. Na Libertadores a equipe paraguaia acabou em terceiro lugar do grupo C, que contava com: Corinthians, América de Cali e Ñañas. Sendo assim eliminadas. 
Ainda em 2019, se sagraram campeãs do campeonato paraguaio. Karina Vega fez os dois gols no jogo de volta da final ajudando a equipe. Em 2022 a equipe voltou a ser vice campeãs, com o Olimpia, levantando o troféu. Com o vice campeonato, o Libertad Limpeño se garantiu na Libertadores de 2022, mas sendo novamente eliminadas na fase de grupos, com direito a uma derrota de 3x0 para o Palmeiras. 
Em 2022, as meninas do Libertad Limpeño, ficaram em 2° lugar no torneio Apertura, e em 3° lugar no Torneio Clausura, mas na somatória dos pontos do Torneio apertura e Clausura, ela acabaram com o 2° lugar geral, se garantindo assim na libertadores de 2023
Em 2023, foram novamente vice campeãs do Torneio Apertura, perdendo no agregado por 4x1 para o Olimpia. No jogo de ida, foram derrotas pelo placar de 4-0 dentro de casa, no estádio Tigo La Huerta. No jogo de volta, fora de casa venceram por 1-0 mas não foi o suficiente.[carece de fontes?]
Já no Torneio Clausura, estão nas semifinais e irão enfrentar a equipe do Guaraní. Os jogos só ocorerrão após a disputa da Libertadores feminina.

## Títulos
- Torneio Apertura: 2019
- Torneio Clausura: 2019
- Campeonato Paraguaio: 2019

#### Campanhas Memoráveis
- 2° Lugar Campeonato Paraguaio: 2018 e 2022
- 4° Lugar Torneio Apertura: 2021
- 3° Lugar Torneio Clausura: 2021, 2022 e 2023
- 2° Lugar Torneio Apertura: 2022
- 3° Lugar Torneio Apertura: 2023
- Vice campeãs Fase Final Torneio Apertura: 2023